# Роменко, Павел Павлович
Павел Павлович Роменко (1924, с. Репяховка, Курская губерния — 18 августа 1944, Польша) — красноармеец Рабоче-крестьянской Красной Армии, участник Великой Отечественной войны, Герой Советского Союза (1944).

## Биография
Родился в 1924 году в селе Репяховка (Ныне- Краснояружский район Белгородской области). Окончил неполную среднюю школу. В марте 1943 года был призван на службу в Рабоче-крестьянскую Красную Армию. С того же года — на фронтах Великой Отечественной войны. К октябрю 1943 года красноармеец Павел Роменко был сапёром 392-го отдельного сапёрного батальона 232-й стрелковой дивизии 38-й армии Воронежского фронта. Отличился во время битвы за Днепр.
4 октября 1943 года переправился через Днепр в районе села Лютеж Вышгородского района Киевской области Украинской ССР и, обнаружив 7 лодок, несмотря на массированный немецкий огонь, пригнал их на восточный берег, после чего переправил в общей сложности около 200 советских бойцов и командиров. Во время очередной переправы он получил тяжёлое ранение, но продолжал выполнять боевую задачу.
Указом Президиума Верховного Совета СССР «О присвоении звания Героя Советского Союза генералам, офицерскому, сержантскому и рядовому составу Красной Армии» от 10 января 1944 года за «образцовое выполнение боевых заданий командования на фронте борьбы с немецко-фашистскими захватчиками и проявленные при этом отвагу и геройство» был удостоен высокого звания Героя Советского Союза с вручением ордена Ленина и медали «Золотая Звезда».
18 августа 1944 года погиб в бою на территории Польши. Похоронен в городе Замосць.
Был также награждён медалью.